# Подгорє-при-Летушу
Подгорє-при-Летушу (словен. Podgorje pri Letušue) — поселення в общині Брасловче, Савинський регіон, Словенія.
Висота над рівнем моря: 323,8 м.